# Le Bourreau turc
Le Bourreau turc er en fransk stumfilm fra 1903 af Georges Méliès.